# 小行星9718
小行星9718（9718 Gerbefremov）是一颗绕太阳运转的小行星，为主小行星带小行星。该小行星于1976年12月16日发现。

## 轨道参数
小行星9718的轨道半长轴为2.3652819 UA，离心率为0.148。